# Olesja Nikolajewna Sykina

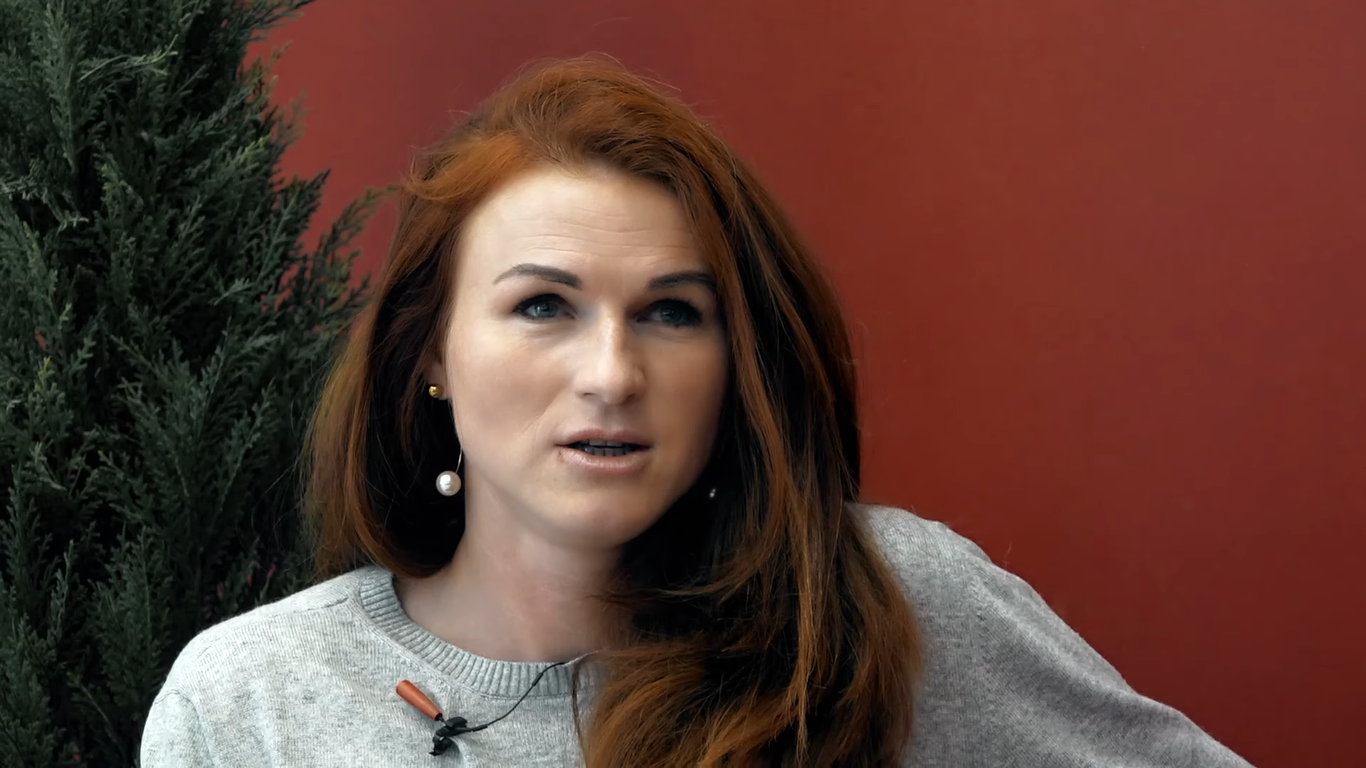
Olesja Nikolajewna Sykina

Olesja Nikolajewna Sykina (russisch Олеся Николаевна Зыкина, englische Transkription Olesya Zykina; * 7. Oktober 1980 in Kaluga) ist eine russische Sprinterin, die auf der 400-Meter-Strecke sowohl im Einzellauf wie in der Staffel erfolgreich ist.
1998 belegte sie bei den Juniorenweltmeisterschaften im 100-Meter-Lauf den achten Platz und gewann mit der russischen 4-mal-400-Meter-Staffel Silber. 1999 wurde sie sowohl über 400 Meter als auch mit der Staffel Junioren-Europameisterin. Bei den Halleneuropameisterschaften 2000 in Gent war sie Startläuferin der siegreichen russischen Staffel. In Sydney bei den Olympischen Spielen 2000 wurde sie in der Staffel nur im Vorlauf eingesetzt. Da die Staffel im Finale Dritte wurde, wurde auch sie mit Bronze geehrt.
Bei den Hallenweltmeisterschaften 2001 in Lissabon lief sie über 400 Meter 51,71 s und belegte den dritten Platz hinter Sandie Richards (JAM) und ihrer Landsmännin Olga Kotljarowa. Die russische Staffel mit Julija Nosowa, Sykina, Julija Sotnikowa und Kotljarowa gewann in 3:30,00 min Gold vor den Staffeln aus Jamaika und aus Deutschland. Bei den Weltmeisterschaften in Edmonton wurde Sykina in 50,93 s Sechste über 400 Meter. Die russische Staffel lief 3:24,92 min und belegte den dritten Platz hinter Jamaika und Deutschland.
2002 verteidigte Sykina bei den russischen Meisterschaften ihren 400-Meter-Titel von 2001. Bei den Europameisterschaften 2002 in München konnte Sykina in 50,45 s die deutsche Favoritin Grit Breuer mit 50,70 s auf Distanz halten, Dritte wurde die Britin Lee McConnell in 51,02 s. In der Staffel liefen Breuer und Sykina als Schlussläuferinnen erneut gegeneinander. Diesmal konnte Sykina Breuer auf der Zielgerade nicht bezwingen. Die deutsche Staffel gewann in 3:25,10 min vor den Russinnen in 3:25,59 min.
Bei den Hallenweltmeisterschaften 2003 in Birmingham startete Sykina nur in der Staffel, die in der Besetzung Natalja Antjuch, Julija Petschonkina, Sykina und Natalja Nasarowa in 3:28,45 min deutlich vor den Staffeln aus Jamaika und aus den Vereinigten Staaten siegte. Bei den Weltmeisterschaften in Paris/Saint-Denis wurde Sykina in 50,59 s erneut Sechste über 400 Meter. Die Staffel mit Sykina, Petschonkina, Anastassija Kapatschinskaja und Nasarowa gewann in 3:22,91 min Silber hinter der Staffel aus den USA mit einer Hundertstelsekunde Vorsprung auf die drittplatzierten Jamaikanerinnen.
In Athen bei den Olympischen Spielen 2004 gewannen Olesja Krasnomowez, Nasarowa, Sykina und Antjuch in 3:20,16 min Silber hinter der Staffel aus den USA und vor der Staffel aus Jamaika. Bei den Weltmeisterschaften 2005 in Helsinki wurde Sykina in 51,24 s zum dritten Mal in Folge Sechste über 400 Meter. In der Staffel wurde sie nur im Vorlauf eingesetzt. Im Finale gewann die russische Staffel Gold vor Jamaika, auch Sykina erhielt eine Weltmeisterschaftsgoldmedaille.
Nachdem Sykina in der Saison 2006 international nicht bei Meisterschaften angetreten war, startete sie wieder bei den Halleneuropameisterschaften 2007 in Birmingham. Über 400 Meter gewann sie in 51,69 s Bronze hinter der Britin Nicola Sanders und der Belarussin Ilona Ussowitsch. Die russische Staffel gewann Silber hinter der Staffel aus Weißrussland.
Bei einer Körpergröße von 1,70 m beträgt ihr Wettkampfgewicht 60 kg.

## Bestzeiten
- 100 m: 11,84 s (1998)
- 200 m: 22,55 s (2005)
- 400 m: 50,15 s (2001)